# Siġġiewi
Siġġiewi (officiële naam Is-Siġġiewi, uitspraak: sidzjdzjiewi; ook wel Città Ferdinand genoemd) is een stad en gemeente gelegen op een plateau in het zuidwesten van Malta. De stad ligt op enkele kilometers van Mdina en op ongeveer tien kilometer van de hoofdstad Valletta. Siġġiewi heeft 7903 inwoners (november 2005).
De afkomst van de plaatsnaam staat ter discussie. Volgens sommigen stamt de naam af van de rijke en invloedrijke familie Sageyo die in deze regio woonde; anderen zeggen dat het woord "siġġiewi" afstamt van de Semitische woorden voor succesvol en kalm.
Siġġiewi ontstond in de 14de eeuw. Op 30 december 1797 gaf Grootmeester Ferdinand Von Hompesch de plaats stadsrechten door deze naar zichzelf te noemen: Città Ferdinand.
De ruïne van de oude dorpskerk gewijd aan Nicolaas van Myra is nog steeds te vinden in de stad. Ter vervanging van deze kerk werd van 1676 tot 1693 een nieuwe kerk gebouwd in barokstijl, die gewijd werd aan dezelfde heilige. Aan het eind van de 19de eeuw werd de kerk nog wel uitgebreid en gemoderniseerd. Het grote houten beeld van Sint Nicolaas, gemaakt in 1737, wordt tijdens de jaarlijkse festa op de laatste zondag van juni door het dorp gedragen.
Vanaf het plateau waarop Siġġiewi zich bevindt, kan men het kleine eilandje Filfla zien liggen. Dit plateau wordt geflankeerd door twee relatief diepe valleien: Wied il-Hesri en Wied Xkora.